# Bernhard Köhl
Bernhard von Köhl, Edler von Rogister (* 3. Juni 1624 in Chur; † 7. April 1700 ebenda) war ein Churer Kaufmann, Oberzunftmeister, Amtsbürgermeister und Präsident des Gotteshausbundes. 1684 wurde er durch den Bischof Ulrich VI. de Mont in den Adelsstand erhoben.

## Leben
Bernhard Köhl wuchs als Sohn von Peter Köhl und Elisabeth Mathis an der Pirinengasse in Chur auf. Als Schuhmacher mit eigenem Geschäft war er Mitglied in der Zunft der Schuhmacher. Nachdem er Stadtämter vom Zunftmeister an erstiegen hatte, bekleidete er von 1671 bis 1687 das Amt des Stadtammanns und des Stadtvogts. In dieser Funktion wurde er 1684 zum Präsidenten eines in Chur tagenden Strafgerichtes ernannt. Für die geleisteten Arbeiten in diesem Amt wurde er vom Bischof in den Adelsstand erhoben. 1689 wurde er zum ersten Mal zum Amtsbürgermeister gewählt und war als solcher auch Präsident des Gotteshausbundes. Er wurde 1692, 1694, 1696 und zum letzten Mal 1698 wiedergewählt, zu dieser Zeit war er bereits erkrankt.
In seiner Ehe mit Gertrude Schafknecht (1624–1695) wurden 13 Kinder geboren, darunter Bernhard Köhl (* 1661, † ~1727), Pfarrer in Untervaz, und Joseph Köhl (* 1673, † 1750), Doktor der Medizin und Philosophie, Universität Padua.
Das Original des Testamentes von Bernhard Köhl, eine Analyse des Churer Stadtarchivar Fritz Jecklin, sowie verschiedene Transkriptionen sind im Staatsarchiv Graubünden einsehbar.

## Erhebung in den Adelsstand
Seit dem 19. Januar 1684 hatte das zu Chur versammelte Strafgericht zur Niederwerfung des spanischen Einflusses auf die Drei Bünde Bernhard Köhl zu seinem obersten Richter erwählt. Anfänglich beschuldigt, mit den Prättigauer Bauern – die antiösterreichische Politik betrieben – unter einer Decke zu stecken bzw. eines der Häupter der österreichfeindlichen Partei zu sein, scheint er dann gegen Ende des Strafgerichtes, als die Verhandlungen über die Anklagen in der Landrichter Meißenschen Angelegenheit, wie auch diejenigen gegen Domdekan Sgier – die mit der Meißenschen Sache in gewissem Zusammenhange standen – eine versöhnliche, beinahe katholikenfreundliche Stellung eingenommen zu haben. Köhl wurde daraufhin von Fürstbischof Ulrich VI. de Mont in den Adelsstand erhoben. Bernhard Köhls Nachkommen verwendeten bis ins 19. Jahrhundert den Adelstitel von Köhl, Edle von Rogister.

## Familiengrab (No.62) im Churer Stadtgarten
Der protestantische Scaletta-Friedhof in Chur wurde um 1550 angelegt, ausserhalb der Stadtmauern von Chur. 1862 wurde der protestantische Friedhof Daleu eingeweiht und der Scaletta-Friedhof in den Churer Stadtgarten umgewandelt, sodass die Grabplatten in der Friedhofsmauer des einstigen Scaletta-Friedhofs heute im Stadtgarten besichtigt werden können. Eine dieser Grabplatten ist der Familie von Bernhard Köhl gewidmet, worauf ausser ihm auch seine Frau und seine Kinder aufgeführt sind.